# Сидоренко, Оксана Юрьевна
Оксана Юрьевна Сидоренко (род. 1 января 1987, Петропавловск-Камчатский) — российская танцовщица, актриса, чемпионка мира по бальным танцам в латиноамериканской программе (Blackpool Amateur RS Latin 2005) по версии «Blackpool Dance Festival» (Великобритания), двукратная победительница в латиноамериканской программе международного турнира по танцевальному спорту «Кубок губернатора Новосибирской области», абсолютная чемпионка мира по модельному фитнесу по версии Всемирной федерации фитнеса и бодибилдинга (WFF, WBBF).

## Биография
Оксана Сидоренко родилась 1 января 1987 года в Петропавловске-Камчатском.
В 5 лет начала заниматься танцевальным спортом в кружке художественной гимнастики. Позднее Оксана с родителями переехала в Салават, где она пошла в первый класс и начала заниматься бальными танцами.
С этого момента Сидоренко начала свои первые выступления на конкурсах по бальным танцам в близлежащих городах: Стерлитамаке, Уфе, Челябинске, Ижевске.
В начале 2000 года вновь изменила место жительства, переехав с родителями в Уфу. В возрастной категории 14—15 лет на чемпионате Башкирии по отдельным программам Оксана Сидоренко получила титул абсолютной чемпионки.
В конце ноября 2002 года переехала в Москву, где начала тренироваться в Русском танцевальном клубе.
7 мая 2005 году Оксана Сидоренко в паре с Дмитрием Матвеевым выиграла международный турнир по танцевальному спорту «Кубок губернатора Новосибирской области». Её тренером на тот момент была Наталья Шадрина.
За всю танцевальную карьеру Оксана Сидоренко занималась более чем с 50 преподавателями хореографии, в числе которых был Донни Бёрнс.
27 мая 2005 года на международном чемпионате по бальным танцам Blackpool Dance Festival (Англия) одержала победу в латиноамериканской программе в паре с Дмитрием Матвеевым.
В 2006 году Оксана Сидоренко получила статус двукратной победительницы международного турнира «Кубок губернатора Новосибирской области» в латиноамериканской программе, одержав победу во второй раз в паре с Дмитрием Матвеевым. А также в паре с Матвеевым стала финалисткой международного турнира «Кубок Русского Клуба — 2006».
В 2008 году на горнолыжном курорте получила травму ноги и была вынуждена оставить профессиональные занятия танцами.
В 2009 году Сидоренко окончила Балетмейстерский факультет ГИТИСа, а в 2012 году получила второе образование, окончив Актёрский факультет ГИТИСа.
В 2010 году участвовала в проекте «Танцы со звёздами» (в пятом сезоне программы) на телеканале «Россия» в паре с Александром Невским.
В октябре 2010 года Оксана Сидоренко получила титул абсолютной чемпионки мира по модельному фитнесу на чемпионате World Amateur Championship (WFF) в Брусно Купеле (Словакия). При подготовке к чемпионату Оксана выступила в роли хореографа произвольной программы Александра Невского, с которой он в этом же году выступил на чемпионате по бодибилбингу World Amateur Championship (WBBF).
21 мая 2011 года в Твери был проведён Международный день здоровья с Александром Невским, в рамках которого прошли соревнования по бальным танцам на специально учреждённый «Кубок чемпионки мира Оксаны Сидоренко по бальным танцам».
Начиная с 2011 года Сидоренко начала сниматься в кино. В числе её дебютных работ были роли в сериалах «Интерны» и «След».
В 2011 году выпустила книгу «Звёздные танцы с Оксаной Сидоренко и Александром Невским», которая представляет собой самоучитель по бальным танцам.

### Личная жизнь
Оксана Сидоренко не замужем.

## Фильмография
| Год  |   | Название                         | Роль                           |  |
| ---- | - | -------------------------------- | ------------------------------ |  |
| 2014 | с | Французская кулинария            | Юля                            |  |
| 2011 | с | Интерны (103серия)               | Евгения (пациентка Фила), Джес |  |
| 2012 | с | След (Бифштекс из любимого мужа) | Смирнова Ирина Олеговна        |  |
| 2012 | с | След (Игра в кости)              | Вихляева                       |  |
| 2012 | с | Ты не один (Война соседей)       | Ирочка                         |  |
| 2014 | ф | Чёрная роза (англ. Black Rose)   | Сандра                         |  |
| 2014 | с | Физрук                           | Стриптизёрша-психолог Полина   |  |
| 2015 | с | Лондонград (4 серия)             | Даша, подруга Алисы            |  |